# Is Compinxius - Campo Dunale di Bugerru - Portixeddu
Is Compinxius - Campo Dunale di Bugerru - Portixeddu este o arie protejată (arie specială de conservare — SAC, sit de importanță comunitară — SCI) din Italia întinsă pe o suprafață de 611 ha, din care 21 % marine.

## Localizare
Centrul sitului Is Compinxius - Campo Dunale di Bugerru - Portixeddu este situat la coordonatele 39°25′46″N 8°25′35″E / 39.429444°N 8.426389°E.

## Înființare
Situl Is Compinxius - Campo Dunale di Bugerru - Portixeddu a fost declarat sit de importanță comunitară în iunie 1995 pentru a proteja 1 specie de plante și 12 specii de animale. Situl a fost protejat și ca arie specială de conservare în aprilie 2017.

## Biodiversitate
Situată în ecoregiunea mediteraneană, aria protejată conține 13 habitate naturale: Bancuri de nisip acoperite în permanență slab de apă marină, Dune mobile de-a lungul țărmului cu Ammophila arenaria („dune albe”), Dune cu vegetație ierboasă Malcolmietalia, Dune împădurite cu Pinus pinea și/sau Pinus pinaster, Matorral arborescenți cu Juniperus spp., Straturi cu Posidonia (Posidonion oceanicae), Dune cu vegetație ierboasă Brachypodietalia cu specii anuale, Dune de coastă cu Juniperus spp., Faleze cu vegetație de Limonium spp. endemic de pe coastele mediteraneene, Recifuri, Tufărișuri termo-mediteraneene și de pre-deșert, Dune mobile cu vegetație embrionară, Dune de pe litoral fixate cu Crucianellion maritimae.
La baza desemnării sitului se află mai multe specii protejate:
- plante (1): Linaria flava
- păsări (11): pescăruș albastru (Alcedo atthis), Alectoris barbara, fâsă-de-câmp (Anthus campestris), pasărea ogorului (Burhinus oedicnemus), ciocârlie-cu-degete-scurte (Calandrella brachydactyla), caprimulg (Caprimulgus europaeus), prundăraș de sărătură (Charadrius alexandrinus), erete de stuf (Circus aeruginosus), egretă mică (Egretta garzetta), sfrâncioc roșiatic (Lanius collurio), Larus audouinii
- reptile (1): Euleptes europaea

Pe lângă speciile protejate, pe teritoriul sitului au mai fost identificate 10 specii de plante, 12 specii de păsări, 1 specie de amfibieni, 1 specie de nevertebrate, 1 specie de reptile.